# Georg Wrba
Georg Wrba (né le 3 janvier 1872 à Munich et mort le 9 janvier 1939 à Dresde) est un sculpteur allemand.

## Biographie
Georg Wrba est le fils d'un forgeron. Son frère cadet de seize ans Max Wrba sera architecte à Dresde.
Il commence sa formation auprès de Jakob Bradl père et fils (de). De 1891 à 1896, il étudie à l'académie des beaux-arts de Munich. Après un séjour en Italie (en compagnie d'Egon Rheinberger), grâce à une subvention de Luitpold de Bavière, il devient sculpteur en 1897 et ouvre sa propre école. Wrba est sélectionné pour le nouvel hôtel de ville de Leipzig. Il est membre du Deutscher Künstlerbund. Il participe à la première exposition de l'association au Staatliche Antikensammlungen à Munich, dont l'organisation est possible avec l'aide de la Sécession. En 1906 et 1907, il travaille à Berlin, où il crée des sculptures pour les architectes Ludwig Hoffmann et Alfred Messel. De retour à Dresde, il devient enseignant à l'École supérieure des beaux-arts jusqu'en 1930, où il diffuse les idées de la Deutscher Werkbund et de Die Zunft (de) dont il est membre, c'est-à-dire notamment le mélange des arts. En 1909, il est fondateur et participant de la première exposition de la Künstlervereinigung Dresden (de). En 1910, Wrba est consulté pour la restauration et l'achèvement des parties manquantes du Zwinger. Il dirige le travail de 53 sculpteurs de pierre entre 1911 et 1933 et crée de nombreux sculptures d'après modèle pour le grand bâtiment.